# Tomasz Kaczmarek (ur. 1976)
Tomasz Krzysztof Kaczmarek, określany w mediach jako agent Tomek (ur. 15 sierpnia 1976 we Wrocławiu) – polski polityk, funkcjonariusz Policji i Centralnego Biura Antykorupcyjnego, poseł na Sejm VII kadencji. Kojarzony z medialnymi operacjami CBA, dotyczącymi Beaty Sawickiej i Weroniki Marczuk oraz willi w Kazimierzu Dolnym, opisywany jako najbardziej znany agent CBA.

## Życiorys

### Wykształcenie i służba w Policji
W młodości uprawiał pływanie. Startował w mistrzostwach Polski juniorów, w których zdobył cztery srebrne medale, oraz seniorów, przegrywając w swojej konkurencji z olimpijczykiem Rafałem Szukałą. W 1995 rozpoczął służbę w Policji. Pracował m.in. jako wywiadowca w sekcji powołanej ds. kradzieży samochodów. W 2002 rozpoczął służbę w Centralnym Biurze Śledczym, uzyskał uprawnienia działania pod przykryciem (jako agent). W 2006 ukończył studia z zakresu socjologii na Uniwersytecie Wrocławskim, uzyskując tytuł zawodowy magistra na podstawie pracy zatytułowanej Charakterystyka socjologiczna złodziei samochodów.
W 1998 we Wrocławiu Tomasz Kaczmarek przyczynił się do spowodowania wypadku drogowego, w którym zginęła 27-letnia kobieta. Kierując służbowym pojazdem po godzinach pracy, przekroczył dozwoloną prędkość (miał jechać około 110–150 km/h), a jego samochód zderzył się z innym pojazdem. Sąd skazał Tomasza Kaczmarka na karę roku pozbawienia wolności z warunkowym zawieszeniem na dwuletni okres próby, uznając jednocześnie, iż kierowca drugiego pojazdu również przyczynił się do spowodowania wypadku (poprzez wjechanie na skrzyżowanie przy czerwonym świetle).

### Funkcjonariusz CBA
W 2006 przeszedł do służby w nowo utworzonym Centralnym Biurze Antykorupcyjnym, gdzie w prowadzonych operacjach działał pod fałszywymi nazwiskami jako Tomasz Małecki lub Tomasz Piotrowski. W 2009 otrzymał tytuł „Człowieka Roku” przyznawany przez „Gazetę Polską” (wyróżnienie odebrał w 2011). Z okresu działalności w CBA głośne stały się trzy sprawy, w których występował pod przykryciem.
Jako Tomasz Piotrowski, rzekomy przedsiębiorca budowlany, brał udział w rozpracowywaniu ówczesnej posłanki Platformy Obywatelskiej, Beaty Sawickiej, w sprawie rzekomej próby tzw. ustawienia przetargu publicznego i następnie przyjęcia korzyści majątkowej. Beata Sawicka została zatrzymana 1 października 2007, zaś 16 października 2007 (na kilka dni przed wyborami parlamentarnymi) na konferencji zorganizowanej przez szefa CBA Mariusza Kamińskiego przedstawiono część materiałów operacyjnych. W swoim oświadczeniu wydanym następnego dnia i w późniejszych wyjaśnieniach w toku procesu karnego posłanka twierdziła, że została celowo uwikłana w sytuację korupcyjną przez niestandardowo działającego funkcjonariusza, który miał ją uwodzić i manipulować za pomocą czułych SMS-ów, upominków (w tym bukietu róż z perłami), pocałunków czy wspólnych kolacji. Postępowanie w sprawie przekroczenia uprawnień przez funkcjonariuszy umorzono w 2010 wobec niestwierdzenia znamion czynu zabronionego i uznania, że funkcjonariusze działali w ramach prawa. Proces karny Beaty Sawickiej w maju 2012 został zakończony w pierwszej instancji wyrokiem skazującym byłą posłankę na karę łączną 3 lat pozbawienia wolności. Sąd Apelacyjny w Warszawie w kwietniu 2013 zmienił zaskarżony wyrok i prawomocnie uniewinnił Beatę Sawicką od popełnienia zarzucanych jej czynów, uznając, że techniki operacyjne stosowane przez funkcjonariuszy CBA były nielegalne.
Jako Tomasz Małecki zajmował się tzw. sprawą Weroniki Marczuk, aktorki i prawniczki, która została zatrzymana 23 września 2009 w związku z rzekomym przyjęciem łapówki i planowanym przyjęciem kolejnej w zamian za pomoc w ustawieniu planowanej prywatyzacji jednego z wydawnictw. Weronika Marczuk, która miesiąc później wystąpiła w programie telewizyjnym Teraz my!, przedstawiła swoją wersję wydarzeń (wskazując, iż działała w ramach prowadzonej praktyki zawodowej). Nadto zarzucała, iż rozpracowujący ją agent CBA próbował ją uwieść. W 2011 śledztwo przeciwko Weronice Marczuk zostało umorzone wobec braku znamion przestępstwa w jej działaniach.
Również pod nazwiskiem Tomasz Małecki prowadził sprawę w Kazimierzu Dolnym, w trakcie której dokonano zakupu na rzecz CBA domu w tej miejscowości. Według doniesień mediów powołujących się m.in. na ministra sprawiedliwości Andrzeja Czumę, sprawa ta była skierowana przeciwko Jolancie Kwaśniewskiej, żonie byłego prezydenta Aleksandra Kwaśniewskiego, do których rzekomo miała należeć ta nieruchomość zakupiona na inną osobę.
W powyższych sprawach, działając pod przykryciem, był kreowany jako bogaty biznesmen, korzystał m.in. z luksusowych samochodów i drogich ubrań. Tomasz Kaczmarek w późniejszych wywiadach zaprzeczał, by uwodził Beatę Sawicką i Weronikę Marczuk. Twierdził, że to obie kobiety składały mu propozycje korupcyjne. Twierdzeniom Beaty Sawickiej o takich metodach zaprzeczał też Mariusz Kamiński. Ten ostatni publicznie chwalił pracę Tomasza Kaczmarka, oceniał go jako jednego z najlepszych agentów CBA, a jego działania uznał za prawidłowe, twierdząc m.in., że sprawa w Kazimierzu Dolnym mogła doprowadzić do przedstawienia Jolancie Kwaśniewskiej zarzutów o oszustwa podatkowe.

### Działalność po odejściu z CBA

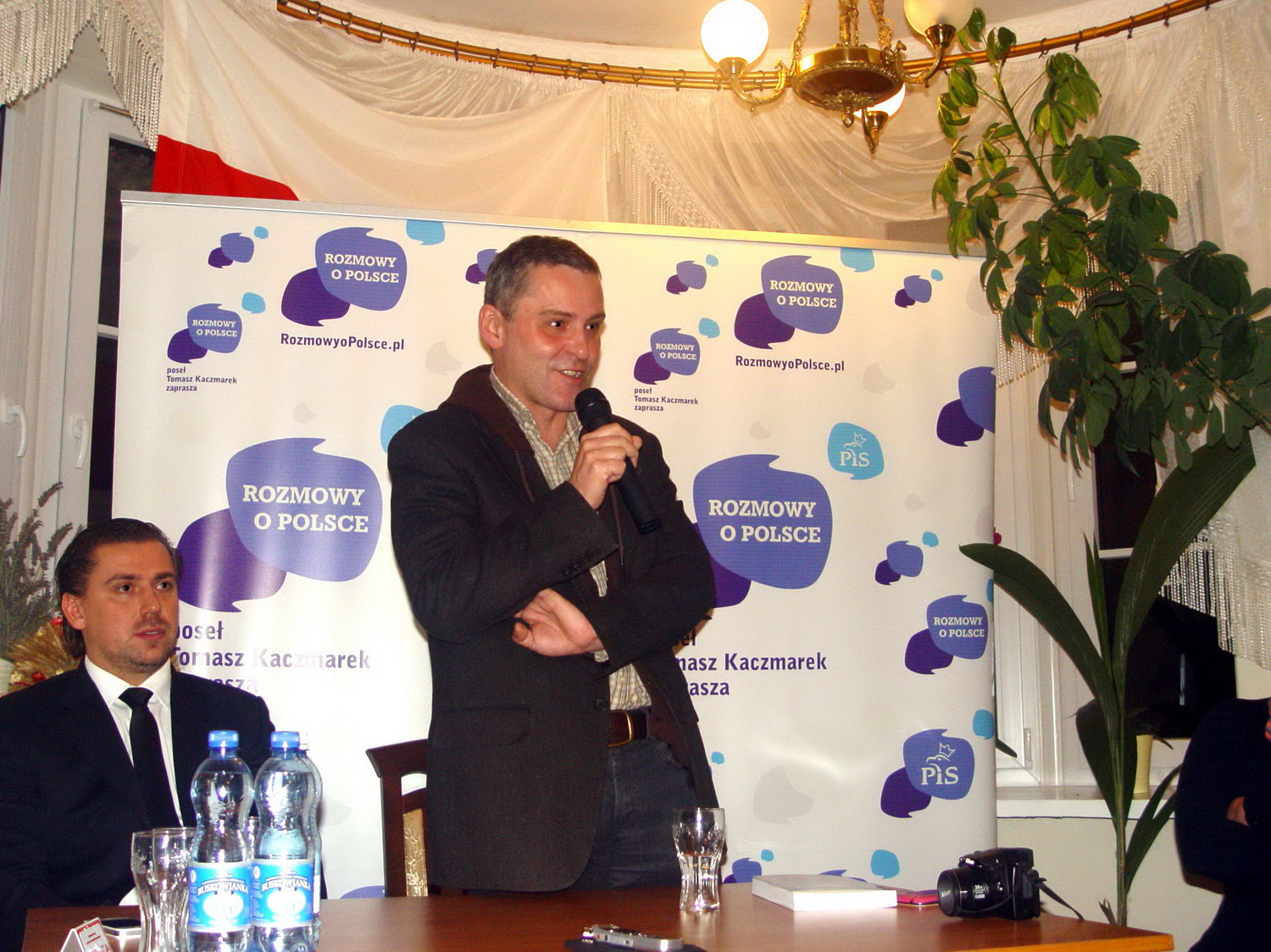
Tomasz Kaczmarek i Cezary Gmyz podczas spotkania w Busku-Zdroju (10 listopada 2013)

W 2010 po zmianie kierownictwa CBA Tomasz Kaczmarek został przeniesiony do pracy biurowej, po czym odszedł na emeryturę. W 2011 wraz z wspólnikami założył firmę z zakresu wywiadu gospodarczego. Po odejściu ze służby w CBA stał się osobą publiczną, pojawiającą się w mediach i udzielającą wywiadów, biorącą udział w inicjatywach organizowanych przez środowisko „Gazety Polskiej”. W 2010 ukazała się książka Agent Tomek: Spowiedź, wywiad-rzeka z Tomaszem Kaczmarkiem autorstwa Piotra Krysiaka, wydana przez Wydawnictwo Akapit w Warszawie. Przedstawiciele prokuratury po jej opublikowaniu zapowiedzieli wszczęcie postępowania przygotowawczego pod kątem ewentualnego ujawnienia tajemnicy państwowej. Również w 2010 Świat Książki wydał książkę Przykrywkowcy. Agent Tomasz i inni autorstwa Sylwestra Latkowskiego i Piotra Pytlakowskiego, nawiązującą tytułem do działalności zawodowej Tomasza Kaczmarka i jego medialnego określenia.
W wyborach w 2011 uzyskał mandat poselski z ramienia Prawa i Sprawiedliwości, otrzymując 4332 głosy w okręgu kieleckim. Nie przystąpił do partii. W grudniu 2013 został zawieszony w prawach członka klubu parlamentarnego PiS, do czego doszło po ujawnieniu nagrań rozmowy, w której miał grozić pobiciem krzesłem mężowi swojej partnerki. W styczniu 2014 zrezygnował z członkostwa w klubie, zostając posłem niezrzeszonym, a w lutym 2015 ogłosił zrzeczenie się mandatu posła (który wygasł 6 marca).
19 lutego 2020 został zatrzymany na polecenie prokuratora Prokuratury Regionalnej w Białymstoku celem przedstawienia mu zarzutów udziału w zorganizowanej grupie przestępczej, przywłaszczenia ok. 10 mln zł, oszustw związanych z przyznaniem dotacji na kwotę ok. 39 mln zł oraz tzw. prania pieniędzy w kwocie 2 mln zł.

## Życie prywatne
Według doniesień medialnych w 2011 jego partnerką była publicystka „Gazety Polskiej” Katarzyna Gójska, która jednocześnie była zaangażowana w jego kampanię przed ówczesnymi wyborami parlamentarnymi. Jego żoną została później Katarzyna Kaczmarek.